# Gotlandsmaskros
Gotlandsmaskros (Taraxacum polium) var en för Gotland endemisk art som 2020 klassades som nationellt utdöd (RE, Regionally extinct) i rödlistan. Arten var apomiktisk och tillhörde gruppen kärrmaskrosor (Taraxacum sect. Celtica).

## Förekomst
Gotlandsmaskrosen växte framför allt på kalkrika, fuktiga områden som kärrkanter, skogskärr och fuktiga ängar men kunde även förekomma på vanliga betesmarker. 

## Historik
Gotlandsmaskrosen dokumenterades första gången 1910 då den växte vid Sylfaste järnvägsstation i Endre socken på Gotland och senaste kända fyndet gjordes 1964 i Allkvie änge i samma socken, varför den anges utdöd 2020. Under mellantiden påträffades den särskilt under 1940-talet inom ett område som sträckte sig från trakten söder om Visby och upp till Fårö i norr. Förekomsten har totalt sett varit sparsam, även om den vid upptäckten anges ha funnits i "talrika, stora bestånd". Växten har inte kunnat påvisas vid upprepade eftersökningar på tidigare kända ståndorter mellan 2000 och 2020 och då inga nya växtplatser har påträffats, anges arten därefter som nationellt utdöd (RE) och då den är endemisk bedöms den även som globalt utdöd (EX, extinct).
Det finns flera hypoteser om varför gotlandsmaskrosen dog ut. Bland dessa finns antaganden om svag konkurrenskraft vid igenväxning av biotoper, ändringar i markbevattning och kvävepåverkan. En förklaring är kopplad till artens genetik, då den likt flera andra maskrosarter utgjorde en klon med i princip samma arvsanlag för alla plantor, vilket innebar att även små förändringar i miljön innebar ett hot mot hela populationen, då anpassning via sexuell förökning inte skedde.

## Kännetecken
Hela växten hade en vit ganska besk mjölksaft som successivt övergick till brunt medan den torkade i kontakt med luft.
Blomningen skedde i maj-juni, ofta lite senare än för andra maskrosarter.
Blomstjälken var bladlös och normalt 10-15 centimeter hög som avslutades med en ensam blomkorg. 
Blomkorgens kantblommor var rännformiga, korta och saknade undertill det band som finns hos de flesta maskrosarter, vilket dock ibland kan ses på artens herbariematerial. De tvåkönade blommorna var mörkgula, hade mörka märken och bar pollen. De inre blomtänderna hade rödaktiga spetsar. Holken var kort och bred med uppåtriktade, ganska breda, smalt hinnkantade ytterholkar.
Fröna var spolformade och hade en hårpensel i spetsen av ett långt hårfint spröt. När fröna mognade bildade hårpenslarna tillsammans närmast klotformade luftiga bollar, från vilka fröna lätt lossnade och flög iväg vid även obetydliga vindpustar.
De cirka decimeterlånga bladen utgick från en rotrosett, hade långa hår och var blågrå till isgrå vilket mattades vid intorkning, inklusive vid pressning. Bladen varierade påtagligt alltefter miljön och hade 4-7, ibland fler, ganska långa och tydliga, ofta rätt utstående parvisa enkla flikar.
Roten var en kraftig pålrot vid vilken bladrosetten fäste.